# Veenmosnetwants
De veenmosnetwants (Acalypta platycheila) is een wants uit de familie van de Tingidae (Netwantsen). De soort werd het eerst wetenschappelijk beschreven door Franz Xaver Fieber in 1844.

## Uiterlijk
De tamelijk ovaal gevormde wants  en kan 2 tot 3 mm lang worden. Er komen zowel macroptere als brachyptere varianten voor hoewel de langvleugelige dieren zeldzaam zijn. Net als de andere netwantsen heeft de wants vleugels die een fijn aderpatroon hebben. De soorten van het geslacht Acalypta onderscheiden zich door uniforme kleuren van de vleugeladers en het brede, horizontale randveld van het halsschild. In tegenstelling tot andere soorten uit dit geslacht heeft de soort een derde antennelid dat niet verdikt is aan het begin. De antennes zijn verder glad en niet behaard. De wants verschilt van Acalypta carinata doordat het randveld aan de achterkant maar één rij cellen heeft.

## Leefwijze
De volwassen wantsen kunnen van mei tot september waargenomen worden, vaak tussen veenmos in open vochtige open omgevingen zoals duinvalleien en bij vennen. Ze paren in mei en juni en er is één generatie per jaar. De dieren overwinteren als volwassen wants.  

## Leefgebied
De wantsen komen voor in heel Europa tot aan Oost-Siberië maar ontbreken in het zuiden. In Nederland is de soort zeer zeldzaam en de laatste waarnemingen zijn gedaan in Drenthe en in de duinen op Terschelling en Ameland.